# 損田
損田（そんでん）とは、古代・中世において、洪水・旱害・虫害・霜害そのほか自然災害により、収穫が減少した田地を指す。不熟田（ふじゅくでん）ともいい、回復不可能な不堪佃田とは区別されている。

## 概要
律令制において、輸租帳などに「損田」・「得田」と記載され、自然災害における損害が発生するたびに、国司が実情を検分して、租帳に記載され、貢調使に経由して太政官に報告したものである（輸租田の総面積から損田を差し引いたものを「得田」という）。賦役令の規定では各戸の損害の程度を「五分」・「七分」などの十分法で表し、10分の5以上ならば租が免除され、10分の7以上ならば租と調、10分の8以上ならば租とともに課役すべてを免除することになっており、すでに役を終えていた場合や輸納していた場合でも来年分から削ることになっていた。不正に行われるものを取り締まるため、律令政府は国司に損田の目録帳を提出させ、これを厳しく制限しようとしていた。
また、慣習不文の法として、10分の4以下の戸についても、「半輸」といって、損害の程度に比例して、租を減免することにもなっていた。天平12年（740年）の『遠江国浜名郡輸租帳』には、この「半輸」の実例がみられる。
「五分」・「七分」というのは、戸別に、その戸の全輸租田からの標準収穫量に対する減収の割合を十分法で示したもので、具体的に輸租帳に記す場合には、田の面積の単位（町・段など）に換算し、減免している。
荘園制においても、植え付けののちに洪水（水損）・日照り（旱損）・虫（虫損）などの損害をうけ、年貢の免除あるいは減免が認められた田地を「損田」と称し、内検帳で「てへん」で表記され、収穫のあった田地を「得田」として「ぎょうにんべん」で記されていた。これは名目上は検注により、実際には百姓と領主側の交渉により、損免の額が決められていた。
江戸時代においても、収穫を基準にして、「損毛」として、特別に損毛の水田だけの検見を実施し、徴税率を引き下げることもあった。